# Vroegmoderne magie
Vroegmoderne magie is het geheel van magische praktijken en denkbeelden uit de vroegmoderne tijd. Ze maakt deel uit van een algehele opbloei van esoterie in deze periode. 

## Opbloei
Vanaf de vijftiende eeuw is er een duidelijk (her)opleving van alchemie, astrologie, hermetisme, neoplatonisme en klassieke filosofie. De opgang van dit (soms heterodoxe) 'esoterische veld' hangt onder andere samen met toenemende geletterdheid, humanistische activiteit (het ontsluiten van klassieke bronnen), de boekdrukkunst (grotere en snellere verbreiding van teksten), de groeiende groep burgerij (die behoefte aan kennis had en vaker opleiding genoot), het mecenaat en de ondermijning van kerkelijk gezag en het kerkelijke monopolie op kennis, vooral tijdens de reformatie. Tezamen was het resultaat een toenemende heterodoxie, en een periode van grote 'esoterische' bedrijvigheid. In haar totaliteit was de gedachte van een organisch, sympathetisch universum hierin de gemene deler, en genoemde stromingen en disciplines kunnen dan ook nauw verbonden zijn in deze periode. Magie kon in deze omstandigheden goed wortelen en profiteerde van de opbloei van de andere esoterische tradities, zodat nieuwe, hybride varianten ontstonden. Zo was Giovanni Pico della Mirandola (1463-1494) de eerste met christelijke kabbala. Enkelen, zoals John Dee (1527-1608), probeerden een synthese te bereiken tussen veel tradities. In zijn Monas hieroglyphica bracht deze bijvoorbeeld pythagorisme, natuurfilosofie, alchemie, astrologie en magie samen in één sympathetische theorie.

## Hermetisme en neoplatonisme
Een markant voorbeeld van filologische activiteit van grote invloed op de vroegmoderne esoterie, waaronder magie, was de vertaling van het Corpus Hermeticum (tweede eeuw) door de Florentijnse neoplatonist humanist Marsilio Ficino (1433-1499). Het werd toegeschreven aan Hermes Trismegistus en zou een tijdgenoot van Mozes en inspiratiebron voor Pythagoras, Orpheus, Zoroaster, Plato en dergelijke zijn. Het werk verscheen in 1471 en leidde tot de wederopleving van het hermetisme, waardoor ook de hermetische Asclepius weer naar de voorgrond trad. Wat hier vooral interessant bleek, was dat het de procedures aanduidden om spirituele wezens aan te roepen en in te zetten. Magie werd dus duidelijk als mogelijk en goedgekeurd beschouwd. Men had nu (vermeende) oeroude bronnen, waarin aspecten uit de Bijbel en het werk van gewaardeerde filosofen in één adem genoemd werden.
De hermetica bood evenwel geen goede theoretische basis voor magie als discipline. Daarvoor waren de teksten te eclectisch en te vaag. Gelukkig bood het neoplatonisme uitkomst. Hermetisme kende raakvlakken met die stroming, zoals de notie van universele sympathie. In de filosofie van neoplatonisten als Proclus (412-485) is magie verder geheel niet uitgesloten, integendeel. Redelijk typerend voor de neoplatonisten was niettemin dat ze strikte gedachtesystemen ontwikkelden op filosofische basis, en daarmee vormden zij de theoretische bron voor de beoefening van magie in de vroegmoderne tijd. Heinrich Cornelius Agrippa von Nettesheims (1486-1535) De occulta philosophia libri tres had bijvoorbeeld een neoplatonische basis. In de neoplatonische kosmologie bestaat de werkelijkheid uit diverse lagen, waarbij magische krachten doorwerken naar lagere lagen, terwijl de ziel langs mystieke weg omhoog kon gaan naar God toe. Agrippa beschreef op basis van dit model alle toen bekende kennis over de elementaire, hemelse en boven-hemelse werkelijkheidslagen en krachten. Daarbij suggereerde hij dat als de mens zich opwerkte en tot God kwam, hij zou delen in Zijn scheppende kracht.

## Discussie
Zoals eerder het geval, was er ook nu veel discussie, in een periode met toenemende heterodoxie en heksenvervolging. De Kerk was zich er bijvoorbeeld goed van bewust dat natuurmagie gevaarlijk dicht bij demonische magie kwam. Ook tastte de claim op het verrichten van wonderen de positie van de Kerk aan. Voorstanders van natuurmagie rechtvaardigden het door het theoretisch te onderbouwen en zorgvuldig te onderscheiden van necromantie en inzet van duivels. In de praktijk bleef het desondanks moeilijk om hard te maken wat nu het onderscheid was tussen bijvoorbeeld de individuele krachten van planeten en aparte spirituele entiteiten. Er was geen consensus over hoe de mens dit überhaupt zeker kon weten. Anderen, zoals Aggripa in zijn De occulta philosophia, namen het ronduit op voor magie waarbij entiteiten werden aangeroepen. Deze konden bijvoorbeeld aangemerkt worden als goed zodra zich een wonder voordeed. Een andere grote voorstander van magie was de Napolitaan Giambattista della Porta (1535-1615), ondanks aanvaringen met de inquisitie. Hij ging bijvoorbeeld zover om demonen als onderdeel van de natuur te beschouwen, waardoor demonische magie ook natuurmagie werd.